# Peuceptyelus subfuscus
Peuceptyelus subfuscus är en insektsart som beskrevs av Melichar 1902. Peuceptyelus subfuscus ingår i släktet Peuceptyelus och familjen spottstritar. Inga underarter finns listade i Catalogue of Life.